# Biathlon ai XXII Giochi olimpici invernali - 15 km individuale femminile
Nel biathlon ai XXII Giochi olimpici invernali la gara dell'individuale femminile si disputò nella giornata del 14 febbraio nella località di Krasnaja Poljana sul comprensorio sciistico Laura.
Campionessa olimpica uscente era la norvegese Tora Berger, detentrice anche del titolo iridato di Nové Město na Moravě 2013, che aveva conquistato l'oro nella precedente edizione di Vancouver 2010 sopravanzando nell'ordine la kazaka Elena Chrustalëva e la bielorussa Dar″ja Domračava.
La Domračava vinse la medaglia d'oro, la svizzera Selina Gasparin quella d'argento e la bielorussa Nadzeja Skardzina quella di bronzo.
Nei mesi di novembre e dicembre del 2017, nell'ambito delle inchieste sul doping di Stato in Russia, il Comitato Olimpico Internazionale accertò una violazione delle normative antidoping compiute da Jana Romanova e Ol'ga Zajceva in occasione delle Olimpiadi di Soči, annullando così i risultati ottenuti dalle due sciatrici. Tutte e due presentarono ricorso contro tale decisione, il 24 settembre 2020 il Tribunale Arbitrale dello Sport si pronunciò definitivamente sulla squalifica inflitta dal CIO, annullando la sanzione a Romanova, ma confermando quella imposta a Zajceva.
Nel corso delle medesime indagini aperte dall'agenzia mondiale antidoping venne coinvolta anche l'altra russa Ekaterina Glazyrina che, dopo le conseguenti indagini effettuate dalla commissione antidoping dell'International Biathlon Union venne sanzionata con la cancellazione di tutti i risultati ottenuti a partire dal 19 dicembre 2013 fino al 10 febbraio 2017, ivi comprese dunque le prestazioni effettuate in questa edizione dei Giochi. Successivamente alla sentenza presentò ricorso al TAS, che però ritirò lei stessa pochi giorni dopo, accettando quindi quanto sancito dall'IBU.

## Classifica di gara
| Pos. | N° | Atleta                      | Nazione              | Tempo     | Errori (P+S+P+S) | Distacco |
| ---- | -- | --------------------------- | -------------------- | --------- | ---------------- | -------- |
|      | 13 | Dar″ja Domračava            | Bielorussia          | 43'19"6   | 1 (0+1+0+0)      | -        |
|      | 27 | Selina Gasparin             | Svizzera             | 44'35"3   | 0 (0+0+0+0)      | +1'15"7  |
|      | 18 | Nadzeja Skardzina           | Bielorussia          | 44'57"8   | 0 (0+0+0+0)      | +1'38"2  |
| 4    | 30 | Gabriela Soukalová          | Rep. Ceca            | 45'17"1   | 2 (0+1+0+1)      | +1'57"5  |
| 5    | 45 | Anaïs Bescond               | Francia              | 45'34"0   | 2 (0+2+0+0)      | +2:14"4  |
| 6    | 23 | Veronika Vítková            | Rep. Ceca            | 45'46"0   | 1 (0+0+0+1)      | +2'26"4  |
| 8    | 25 | Olena Pidhrušna             | Ucraina              | 45'59"5   | 1 (0+0+0+1)      | +2'39"9  |
| 9    | 21 | Kaisa Mäkäräinen            | Finlandia            | 46'02"5   | 3 (0+1+0+2)      | +2'42"9  |
| 10   | 57 | Krystyna Pałka              | Polonia              | 46'27"3   | 0 (0+0+0+0)      | +3'07"7  |
| 11   | 31 | Teja Gregorin               | Slovenia             | 46'38"7   | 2 (1+0+0+1)      | +3'19"1  |
| 12   | 50 | Monika Hojnisz              | Polonia              | 46'44"3   | 2 (1+0+0+1)      | +3'24"7  |
| 13   | 63 | Laura Dahlmeier             | Germania             | 46'45"7   | 1 (1+0+0+0)      | +3'26"1  |
| 14   | 32 | Karin Oberhofer             | Italia               | 46'46"6   | 2 (0+0+0+2)      | +3'27"0  |
| DSQ  | 2  | Ol'ga Zajceva               | Russia               | 47'06"9   | 2 (0+0+1+1)      | +3'47"3  |
| 16   | 15 | Tora Berger                 | Norvegia             | 47'12"6   | 3 (1+2+0+0)      | +3'53"0  |
| 17   | 58 | Marie-Laure Brunet          | Francia              | 47'13"6   | 0 (0+0+0+0)      | +3'54"0  |
| 18   | 10 | Tiril Eckhoff               | Norvegia             | 47'20"4   | 3 (0+1+1+1)      | +4'00"8  |
| 19   | 1  | Valentyna Semerenko         | Ucraina              | 47'28"2   | 2 (1+0+1+0)      | +4'08"6  |
| 20   | 79 | Evi Sachenbacher-Stehle     | Germania             | 47'30"4   | 3 (3+0+0+0)      | +4'10"8  |
| 21   | 8  | Éva Tófalvi                 | Romania              | 47'30"8   | 1 (0+0+1+0)      | +4'11"2  |
| 22   | 43 | Eva Puskarčíková            | Rep. Ceca            | 47'34"6   | 1 (0+0+0+1)      | +4'15"0  |
| 23   | 60 | Hannah Dreissigacker        | Stati Uniti          | 47'51"7   | 2 (1+0+0+1)      | +4'32"1  |
| 24   | 59 | Elise Ringen                | Norvegia             | 47'54"0   | 2 (0+0+0+2)      | +4'34"4  |
| 25   | 61 | Ljudmila Kalinčyk           | Bielorussia          | 48'06"2   | 2 (0+1+0+1)      | +4'46"6  |
| 26   | 80 | Marine Bolliet              | Francia              | 48'12"1   | 2 (0+2+0+0)      | +4'52"5  |
| 27   | 35 | Anastasija Kuz'mina         | Slovacchia           | 48'14"1   | 4 (0+1+0+3)      | +4'54"5  |
| 28   | 51 | Katharina Innerhofer        | Austria              | 48'28"3   | 4 (1+1+1+1)      | +5'08"7  |
| 29   | 37 | Vita Semerenko              | Ucraina              | 48'29"2   | 3 (0+0+0+3)      | +5'09"6  |
| 30   | 3  | Megan Imrie                 | Canada               | 48'32"7   | 2 (1+0+1+0)      | +5'13"1  |
| 31   | 14 | Weronika Nowakowska         | Polonia              | 48'35"2   | 4 (1+1+2+0)      | +5'15"6  |
| 32   | 78 | Magdalena Gwizdoń           | Polonia              | 48'44"1   | 2 (1+1+0+0)      | +5'24"5  |
| 33   | 7  | Elisa Gasparin              | Svizzera             | 48'46"9   | 3 (1+1+1+0)      | +5'27"3  |
| 34   | 5  | Susan Dunklee               | Stati Uniti          | 48'54"1   | 5 (1+1+2+1)      | +5'34"5  |
| 35   | 47 | Nadzeja Pisarava            | Bielorussia          | 48'55"4   | 3 (0+3+0+0)      | +5'35"8  |
| 36   | 33 | Lisa Hauser                 | Austria              | 48'56"4   | 1 (0+0+0+1)      | +5'36"8  |
| 37   | 66 | Irene Cadurisch             | Svizzera             | 49'01"0   | 1 (0+0+1+0)      | +5'41"4  |
| 38   | 24 | Franziska Hildebrand        | Germania             | 49'06"4   | 2 (0+2+0+0)      | +5'46"8  |
| 39   | 19 | Marie Dorin                 | Francia              | 49'06"5   | 4 (2+1+0+1)      | +5'46"9  |
| 40   | 53 | Darya Usanova               | Kazakistan           | 49'13"5   | 2 (1+0+0+1)      | +5'53"9  |
| 41   | 70 | Galina Višnevskaja          | Kazakistan           | 49'26"9   | 2 (1+1+0+0)      | +6'07"3  |
| 42   | 20 | Diana Rasimovičiūtė         | Lituania             | 49'32"5   | 3 (1+1+0+1)      | +6'12"9  |
| 43   | 64 | Alexia Runggaldier          | Italia               | 49'35"6   | 1 (1+0+0+0)      | +6'16"0  |
| 44   | 52 | Kadri Lehtla                | Estonia              | 49'44"8   | 2 (1+0+1+0)      | +6'25"2  |
| 45   | 74 | Nicole Gontier              | Italia               | 49'51"2   | 4 (0+1+2+1)      | +6'31"6  |
| 46   | 54 | Zhang Yan                   | Cina                 | 49'57"0   | 0 (0+0+0+0)      | +6'37"4  |
| 47   | 11 | Elena Chrustalëva           | Kazakistan           | 50'00"1   | 3 (2+1+0+0)      | +6'40"5  |
| 48   | 28 | Laure Soulie                | Andorra              | 50'04"2   | 3 (1+1+0+1)      | +6'44"6  |
| 49   | 82 | Ol'ga Podčufarova           | Russia               | 50'13"3   | 2 (0+1+0+1)      | +6'53"7  |
| 50   | 49 | Jana Gereková               | Slovacchia           | 50'20"8   | 5 (0+1+1+3)      | +7'01"2  |
| 51   | 83 | Megan Heinicke              | Canada               | 50'26"8   | 4 (3+0+0+1)      | +7'07"2  |
| 52   | 17 | Fuyuko Tachizaki            | Giappone             | 50'27"4   | 3 (0+1+0+2)      | +7'07"8  |
| 53   | 48 | Jana Romanova               | Russia               | 50'42"1   | 4 (1+1+2+0)      | +7'22"5  |
| 54   | 39 | Victoria Padial             | Spagna               | 50'48"5   | 3 (1+0+1+1)      | +7'28"9  |
| 55   | 41 | Sara Studebaker             | Stati Uniti          | 50'53"4   | 4 (2+1+1+0)      | +7'33"8  |
| 56   | 55 | Ann Kristin Aafedt Flatland | Norvegia             | 51'00"0   | 4 (1+2+0+1)      | +7'40"4  |
| 57   | 4  | Tang Jialin                 | Cina                 | 51'03"7   | 3 (0+1+0+2)      | +7'44"1  |
| 58   | 65 | Grete Gaim                  | Estonia              | 51'28"5   | 2 (0+0+0+2)      | +8'08"9  |
| 59   | 76 | Martina Chrapánová          | Slovacchia           | 52'00"5   | 5 (2+0+1+2)      | +8'40"9  |
| 60   | 68 | Jitka Landová               | Rep. Ceca            | 52'05"7   | 6 (2+1+2+1)      | +8'46"1  |
| 61   | 46 | Aita Gasparin               | Svizzera             | 52'14"9   | 5 (1+3+1+0)      | +8'55"3  |
| 62   | 44 | Zina Kocher                 | Canada               | 53'00"7   | 8 (1+4+0+3)      | +9'41"1  |
| 63   | 81 | Lanny Barnes                | Stati Uniti          | 53'02"2   | 3 (1+0+1+1)      | +9'42"6  |
| 64   | 84 | Alina Raikova               | Kazakistan           | 53'15"6   | 3 (1+0+1+1)      | +9'56"0  |
| 65   | 71 | Terezia Poliakova           | Slovacchia           | 53'19"8   | 6 (0+3+1+2)      | +10'00"2 |
| 66   | 73 | Rosanna Crawford            | Canada               | 53'29"8   | 5 (2+1+1+1)      | +10'10"2 |
| 67   | 77 | Miki Kobayashi              | Giappone             | 54'01"0   | 4 (1+2+1+0)      | +10'41"4 |
| 68   | 26 | Mun Ji-Hee                  | Corea del Sud        | 54'06"7   | 3 (0+0+2+1)      | +10'47"1 |
| 69   | 56 | Emőke Szőcs                 | Ungheria             | 54'12"3   | 6 (1+1+1+3)      | +10'52"7 |
| 70   | 6  | Amanda Lightfoot            | Gran Bretagna        | 54'38"1   | 5 (1+2+1+1)      | +11'18"5 |
| 71   | 29 | Desislava Stoyanova         | Bulgaria             | 54'41"1   | 6 (1+2+0+3)      | +11'21"5 |
| 72   | 9  | Johanna Talihärm            | Estonia              | 55'16"5   | 6 (2+1+0+3)      | +11'56"9 |
| 73   | 75 | Daria Yurlova               | Estonia              | 55'18"0   | 6 (0+2+2+2)      | +11'58"4 |
| 74   | 42 | Yuki Nakajima               | Giappone             | 56'00"2   | 6 (3+2+1+0)      | +12'40"6 |
| 75   | 12 | Jaqueline Mourão            | Brasile              | 57'22"6   | 7 (1+2+3+1)      | +14'03"0 |
| 76   | 72 | Song Na                     | Cina                 | 59'43"3   | 6 (0+2+2+2)      | +16'23"7 |
| 77   | 36 | Lucy Glanville              | Australia            | 1'01'00"7 | 4 (1+0+1+2)      | +17'41"1 |
| DSQ  | 67 | Ekaterina Glazyrina         | Russia               | 52'13"7   | 4 (1+0+2+1)      | +8'54"1  |
|      | 16 | Žanna Juškāne               | Lettonia             | DNF       | 6 (2+2+2)        |          |
|      | 34 | Tanja Karišik               | Bosnia ed Erzegovina | DNF       | 1 (1)            |          |
|      | 38 | Franziska Preuß             | Germania             | DNF       | 5 (2+3)          |          |
|      | 69 | Rina Suzuki                 | Giappone             | DNF       | 2 (0+2)          |          |
|      | 22 | Mari Laukkanen              | Finlandia            | DNS       |                  |          |
|      | 40 | Dorothea Wierer             | Italia               | DNS       |                  |          |

Data: Venerdì 14 febbraio 2014

Ora locale:  

Pista: Laura 

Legenda:
- DNS = non partito (did not start)
- DNF = prova non completata (did not finish)
- DSQ = squalificato (disqualified)
- Pos. = posizione
- P = a terra
- S = in piedi